# Filippo Filonardi
Filippo Filonardi (Viena, 1582 - Roma, 29 de setembro de 1622) foi um cardeal do século XVII

## Biografia
Nasceu em Bauco em 1582, Bauco, pequeno castelo da diocese de Veroli. Filho de Scipione Filonardi e Brigida Ambrosi di Angani. Seu nome de batismo era Filippo Battista. Sobrinho de Marcello Filonardi, assessor do Santo Ofício, e de Flaminio Filonardi, seu predecessor na sé de Aquino (1579-1608). Irmão de Alessandro Filonardi, bispo de Aquino (1615-1645) e de Mario Filonardi, arcebispo de Avignon, 1622-1644. Sobrinho-bisneto do cardeal Ennio Filonardi (1536). Tio-avô do cardeal Giovanni Battista Bussi (1712).
Estudou no Collegio Romano ; e na Universidade de Pisa, onde obteve o doutorado in utroque iure , direito canônico e civil..
Foi para Roma muito jovem..
Ordenado (sem data encontrada)..
Eleito bispo de Aquino, em 24 de novembro de 1608. Consagrado, domingo, 28 de dezembro de 1608, Capela Sistina, pelo cardeal Michelangelo Tonti, coadjuvado por Metello Bichi, bispo de Sovana, e por Valeriano Muti, bispo de Città di Castello. Na mesma cerimônia foi consagrado Domenico Rivarola, bispo de Aleria, futuro cardeal. Vice-governador em Fermo, 2 de fevereiro de 1609. Vice-legado em Avinhão, 1610 a 14 de junho de 1614..
Criado cardeal sacerdote no consistório de 17 de agosto de 1611; recebeu o chapéu vermelho em 14 de junho de 1614; e o título de S. Maria del Popolo em 9 de julho de 1614. Renunciou ao governo da diocese de Aquino antes de 18 de maio de 1615. Participou do conclave de 1621, que elegeu o Papa Gregório XV. Ele era um patrono generoso de artistas e literatos ..
Morreu em Roma em 29 de setembro de 1622. Enterrado no túmulo de sua família em Bauco..